# Sepedon costalis
Sepedon costalis är en tvåvingeart som beskrevs av Walker 1858. Sepedon costalis ingår i släktet Sepedon och familjen kärrflugor. Inga underarter finns listade i Catalogue of Life.